# Fjäll

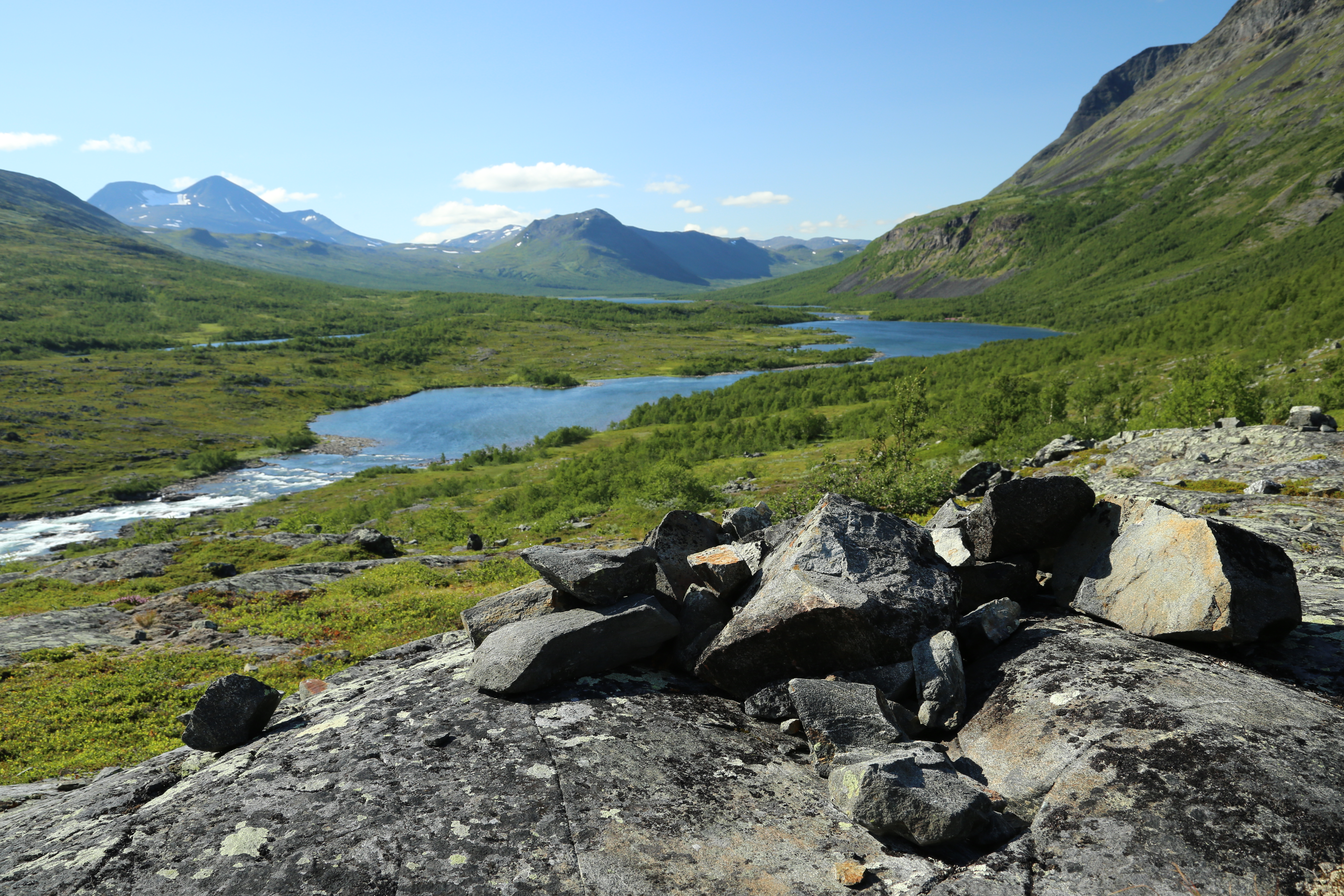
Tarradalen, väster om Kvikkjokk

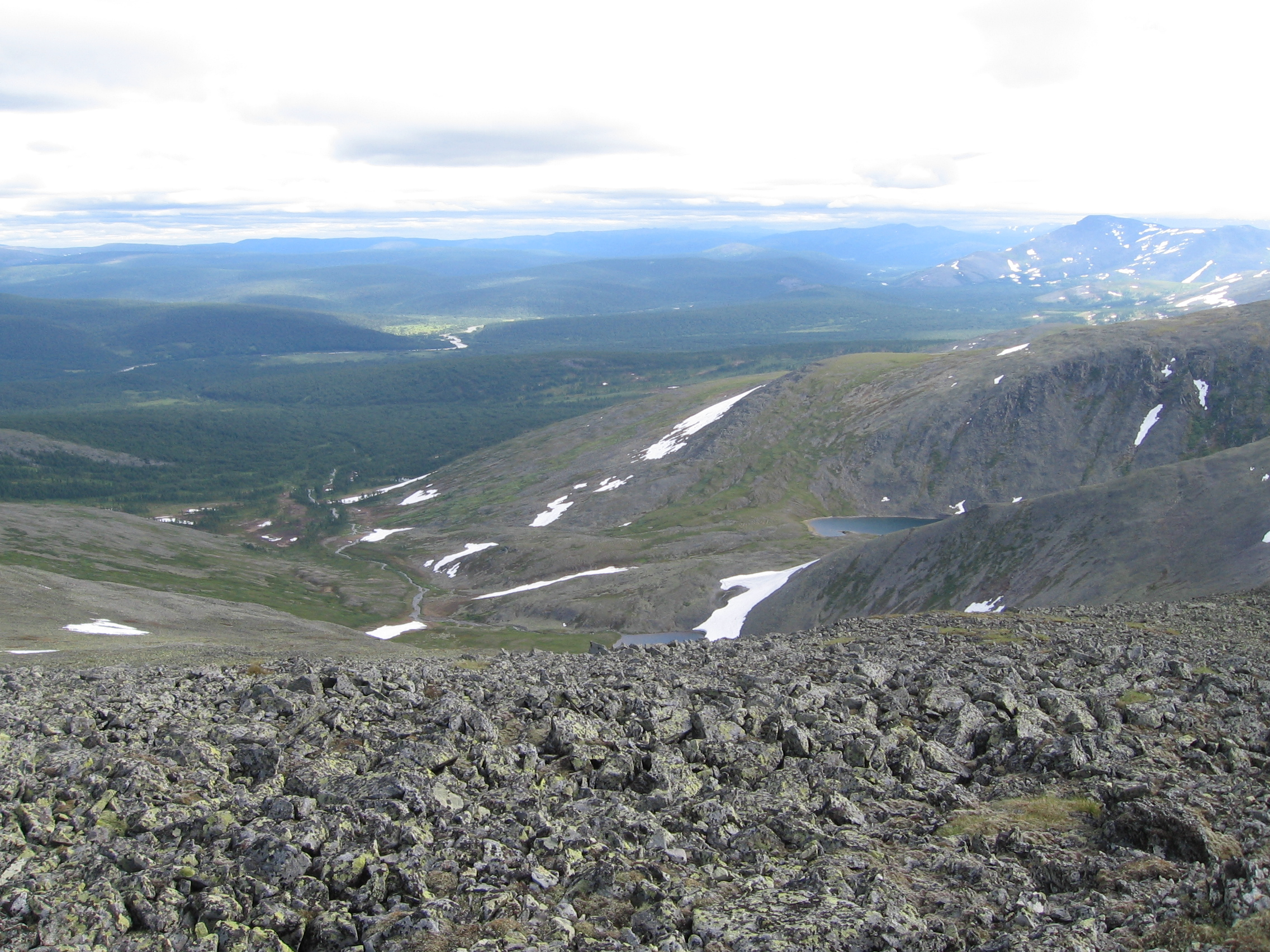
Fjällandskap i norra Uralbergen.

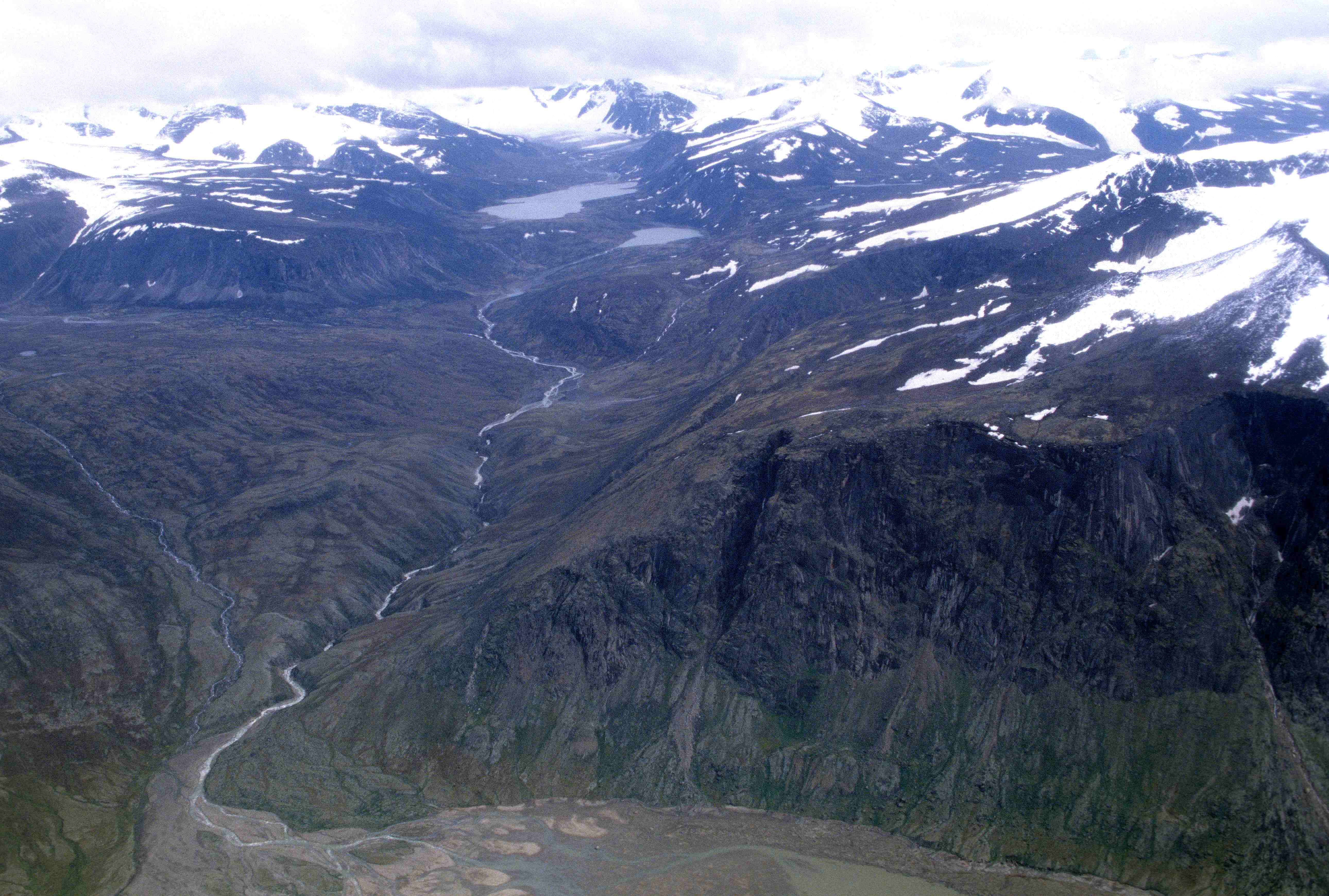
Auyuittuq nationalpark i nordöstra Kanada. De kanadensiska fjällen är delvis fortfarande täckta av inlandsis.

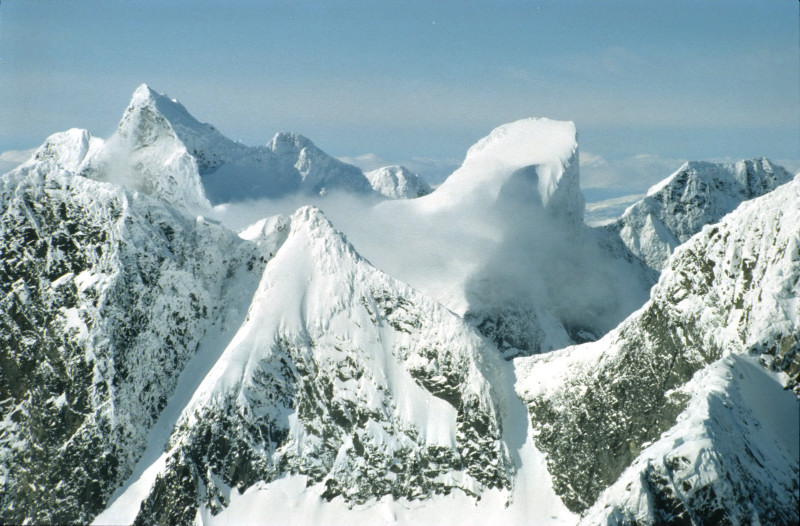
Hurrungane i Norge

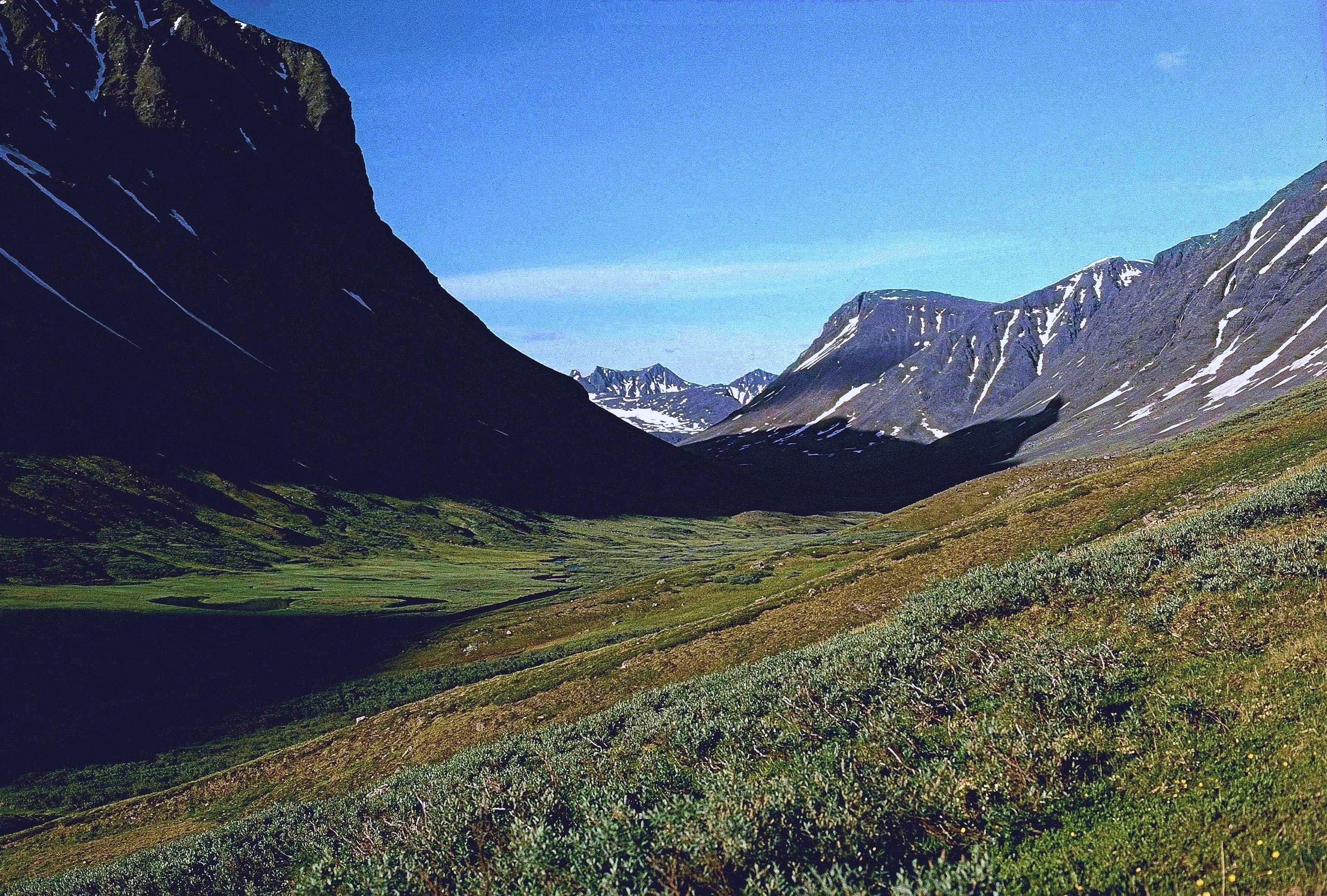
Alkavagge i Sareks nationalpark. Alla större dalgångar i högfjällsområden är U-dalar.

Fjäll är berg eller mer flacka landskap, vars högsta punkt når över skogsgränsen. Sammanhängande skog förekommer inte och i högfjällsområden saknas träd helt. Ett fjäll kännetecknas i stället av lågväxt alpin och subalpin vegetation. Ordet används också för andra berg, dels regionalt, dels i en del dialekter.
I det svenska riksspråket används ordet fjäll framför allt om berg i de nordiska länderna, men ibland även om berg med en form som är karakteristisk för att ha skapats av stora ismassor och därför utmärks av relativt flacka sluttningar och avrundade former.  I Västsverige (och Norge) kan ett fjäll vara ett berg eller ett flackt landskap som är mer höglänt än omgivningen. I norsk bokmål används ordet fjell om berg i alla länder.

## Andra betydelser av ordetfjäll

### Östra och norra Sverige
I östra och norra delen av Sverige avses endast områden vars högsta punkt når över skogsgränsen, där sammanhängande skog inte förekommer och där träd saknas helt i högfjällsområden. Ett fjäll kännetecknas där i stället av lågväxt alpin -och subalpin vegetation.

### Västsverige
I Västsverige benämns ett berg eller ett  flackt landskap som är mer höglänt än omgivningen ibland fjäll. Exempel är högplatåerna Vättlefjäll och Alefjäll nordost om Göteborg med en höjd av cirka 150 meter över havet, Lackarebäcksfjället och Safjället i Mölndals kommun och Herrestadsfjället, nästan 177 meter högt, nordväst om Uddevalla samt högplatån Kynnefjäll i Tanums kommun vars högsta punkt är 207 meter över havet. Tätorten Fjällbacka har fått sitt namn eftersom den ligger i backen under det 74 meter höga Vetteberget.

### Ångermanland
I ångermanländska dialekter är fjäll den innersta (bortersta), obebyggda delen av en by eller socken där fäbodarna ligger. Härifrån härleds bland annat sockennamnet Fjällsjö. I överförd bemärkelse har ordet fjäll även använts om själva fäboden. Fäbodskogen kallas då för fjällskog (jämför Nätra fjällskog) och man skilde mellan hemfjäll (fäbodar nära hemmet) och långfjäll (fäbodar längre bort), samt huvelfjäll (fäbodar som användes om våren) och höstfjäll (fäbodar som användes om hösten). Fäbodpigorna kallades för fjällpigen.

### Andra nordiska språk
I norskan och isländskan kan fjäll (fjell respektive fjall) användas om alla typer av berg oavsett geografiskt läge, höjd och utseende. I engelskan förekommer ordet fell, till exempel i namnet på Englands högsta berg Scafell Pike.

## Geografi och geologi

### Allmänt
Fjäll finns huvudsakligen i de områden där inlandsis dragit fram, det vill säga i Finland, Kanada, Ryssland, Skandinavien (se Skanderna) och Storbritannien samt på Svalbard, Island och Grönland. Främst på Grönland, men även i vissa områden längs nordkusterna i Kanada, ligger delar av inlandsisen kvar.
Fjäll kännetecknas främst av toppar utan trädvegetation, rundade former, flacka sluttningar och jämförelsevis låga relativa höjdskillnader. Beroende på hur berggrundsplattorna, de så kallade skollorna, hamnade vid fjällkedjans bildande, har erosionen verkat på olika sätt. Till exempel är de norska fjällen, vars skollor står nästan vertikalt, högre och spetsigare än de svenska, vars skollor ligger mer horisontellt. Vissa bergarter är dessutom mer lättvittrade än andra; till exempel är kalksten mer lättvittrat än amfibolit. De högsta fjälltopparna består nästan alltid av svårvittrade bergarter.

### Landskapsformer
Fjällen är mycket gamla berg som har nötts ned under miljontals år. Fjällkedjorna har varit flera kilometer högre än vad de är idag, men erosionen har minskat höjden, medan den tektoniska landhöjning som skapade fjällen har upphört. Någon gång i framtiden kommer endast flacka slätter att återstå av dagens fjäll.
De viktigaste landskapsformande processerna i fjällen är vittring och erosion.
Vid vittring bryts en bergart ned till sedimentära partiklar. Det finns två olika typer av vittringsprocesser: kemisk vittring och mekanisk vittring. Den kemiska vittringen påverkar främst kalkrika bergarter vilka långsamt bryts ned av till exempel kolsyran i regnvattnet. Mekanisk vittring har större inverkan än den kemiska och sker främst genom  frostsprängning. Frostsprängning sker genom att vatten, som trängt in i små sprickor i berget, fryser och därmed utvidgas. Kraften som den bildade isen utövar är så stor att stenblock kan sprängas loss ur berggrunden. I högfjällen, där frostsprängning är vanlig, finns ofta stora områden med stenblock som brutits loss från bergväggarna.
Erosion är den process då ett berg slits ned och med tiden utjämnas. Det finns många slag av erosion, men i fjällkedjorna är glacialerosion dominerande. Över längre tidsperioder är inlandsisarna av störst betydelse. Fjällkedjorna har begravts av många olika inlandsisar under årmiljonerna och både isen och dess smältvatten har ändrat de ursprungliga landformerna. 
Karaktäristiskt för bergsområden som täckts av inlandsis eller större glaciärer är U-dalarna, vilka i fjällområden är tydligast i högfjällen. Den mjuka U-formen har uppstått genom att berget slipats och nötts av en ismassa som rört sig över landskapet och malt ned berget. Till följd av detta består jordarterna i och nedanför fjällkedjor ofta av osorterade partiklar av mycket varierande storlek, så kallad morän.
I fjällkedjor är alla stora dalar U-dalar medan de mindre ibland kan vara formade av rinnande vatten som grävt sig ned genom berget. Dessa så kallade V-dalar är mycket yngre än de ibland uråldriga U-dalarna, som ofta anläggs redan under fjällkedjors skapande. Alla de sätt som vatten kan nöta på och föra med sig partiklar av underlaget kallas med ett gemensamt namn för floderosion. Vinderosion är en annan typ av erosion där vinden nöter på berget.

## Olika typer av fjäll

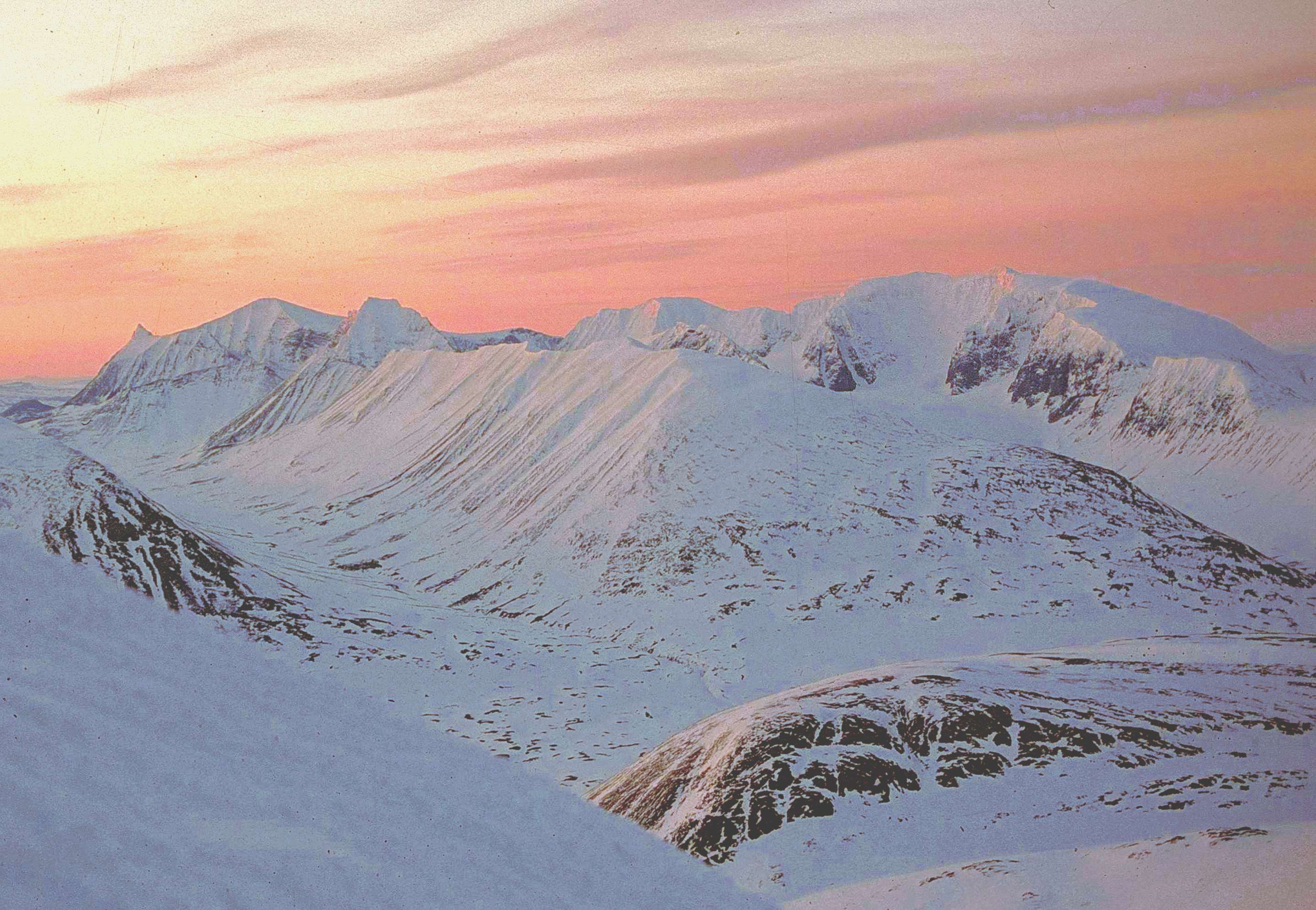
Kebnekaiseområdet är det näst största högfjällsområdet i Sverige.

Ju högre upp på ett fjäll, desto mer förändras terrängen jämfört med vid skogsgränsen. Ett fjäll ser inte likadant ut vid foten som vid toppen, utan skiljer sig ganska tydligt i fråga om karaktär. Fjäll kan därför med fördel delas in i två grupper: högfjäll och lågfjäll. Därutöver tillkommer även en tredje indelning, förfjäll, men de områden som hör hit kan egentligen inte räknas som fjäll på grund av att de ligger under skogsgränsen. Denna grupp finns främst eftersom förfjällen terrängmässigt hör samman med fjällkedjan.

### Högfjäll
Till högfjällen räknas de relativt kala bergsområden som i den skandinaviska fjällkedjan ligger minst 1 200 meter över havet. De största, högsta och mest framträdande högfjällsområdena i Sverige är Sarek och Kebnekaise. Karaktäristiskt för högfjäll är vassa toppar, blockhav av frostsprängt berg, stora relativa höjdskillnader, kalt berg samt snö och glaciärer. Djupa U-dalar korsar normalt högfjällsområdena.
Högfjällen är täckta av snö en stor del av året och även under sommaren kan snöfall förekomma. Samlas det tillräckligt mycket snö på en plats, hinner den inte smälta bort under sommaren och en snölega bildas. Om detta fortsätter ett antal år får snölegan en tyngd som gör att snön sammanpressas till is. När snölegan blivit omkring 30 meter tjock blir isen plastisk och börjar röra sig; en glaciär har bildats.
Förekomsten av glaciärer är karaktäristisk för högfjällsområdena. Även om de saknas på vissa platser idag, har glaciärerna spelat en viktig roll i utformningen av alla högfjäll efter inlandsisens försvinnande. I Sarek finns närmare hundra glaciärer och i Kebnekaise- och Abiskofjällen ett drygt sjuttiotal.

### Lågfjäll

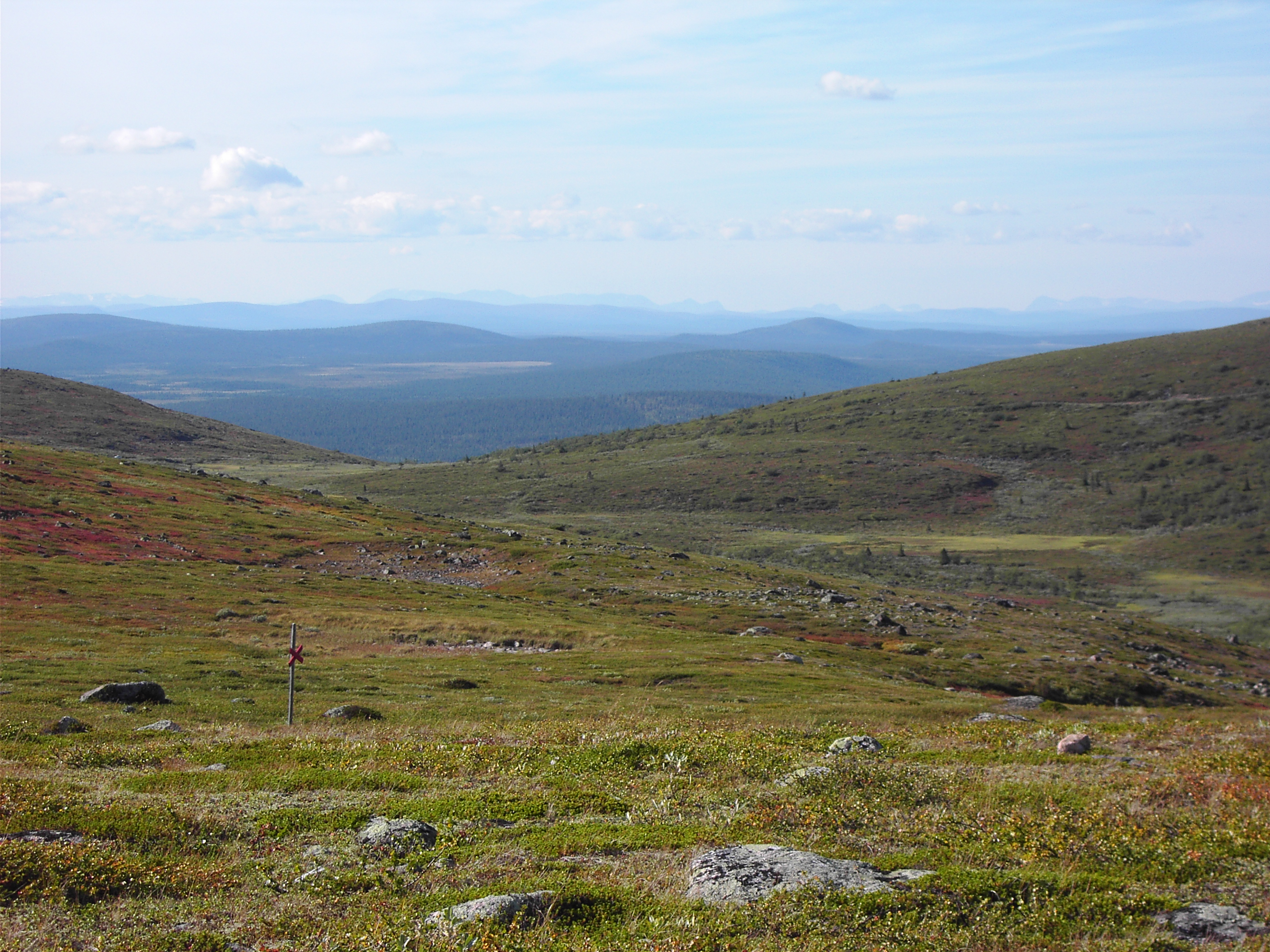
Lågfjällslandskap, Dundret.

Fjäll definieras som lågfjäll om de har en höjd som överstiger skogsgränsen, men, i den skandinaviska fjällkedjan, inte är högre än 1 200 meter. Lågfjällen är till ytan den mest dominerande terrängformen i fjällkedjan. I Sverige finns det stora arealer av lågfjällsområden i nordligaste Lappland, öster om Kebnekaise, väster och öster om Sarek, i Padjelanta och i södra Lappland, inom Västerbottens län.
Lågfjällslandskapet består av rundade fjäll med böljande fjällslätter och utsikten är ofta vidsträckt. Endast enstaka glaciärnischer kan förekomma inom lågfjällsområdet, men bara under speciella förutsättningar. Till exempel finns det glaciärer väster om Torneträsk i Vadvetjåkka nationalpark på grund av de stora nederbördsmängder närheten till Atlanten ger. Även bland lågfjällen i Stora Sjöfallets nationalpark och i södra Västerbotten finns enstaka glaciärer. I den östra delen av den skandinaviska fjällkedjan dominerar lågfjäll med flacka platåer och krön.
I västra fjällkedjan har inlandsisen inte avlagrat moränmaterial utan endast forslat bort de vittringsprodukter som tidigare funnits på markytan. Därför är lågfjällen där kala och saknar både vegetation och, inom vissa områden, även ett löst jordartstäcke.

### Förfjäll
Förfjällen är egentligen inte fjäll eftersom deras högsta punkter ligger under skogsgränsen. Orsaken till att de ändå kan räknas till fjällen är att de terrängmässigt har karaktärsmässiga likheter med fjäll. Förfjällen har tidigare varit kala, men i takt med att skogsgränsen höjts, har kalfjället vuxit igen.
Förfjällsområden präglas av stora flacka ytor och många och stora myrmarker. De flacka berggrundsytor, som ofta dominerar dessa områden, hindrar snabb vattenavrinning och ger förutsättningar för en hög grundvattennivå och omfattande myrmarksbildning.

## Fjällens vegetation

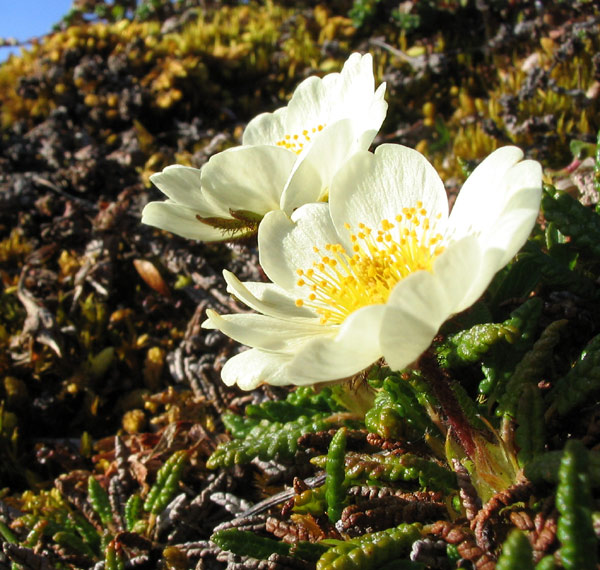
Fjällsippan är vanlig i högfjällsområden

Fjällen är en krävande miljö för växtligheten. Fjäll på sydligare breddgrader har mildare klimat än de längre norrut, men den viktigaste faktorn är topografin, det vill säga hur högt upp området ligger. Kombinationen av höjd och latitud avgör livsvillkoren i fjällen.
Närheten till hav, och även andra stora vattenmassor, har, precis som på andra platser, en stor betydelse för klimatet i fjällen.
Fjällens klimat är genomgående mycket stabilt. Det förekommer inga större plötsliga förändringar och därigenom har växtarterna kunnat utveckla en rad olika anpassningar. De flesta kärlväxter är mångåriga perenner och har ofta välutvecklade underjordiska övervintringsorgan. Ettåriga växter är få till antalet. De flesta växter är kompakta och kortvuxna, några rent av liggande med ett krypande eller kuddlikt växtsätt. Det finns stora lokala variationer i vegetationen, vilka beror på breddgraden, höjden över havet samt näringshalten och vattentillgången i området. Områden med kalkrik berggrund gynnar växtligheten och artrikedomen särskilt mycket.
Skogsgränsen är den skarpaste av alla naturliga vegetationsgränser i fjällkedjor. Ovanför den breder kalfjället ut sig och nedanför växer fjällskogarna. Skogsgränsens utbredning styrs till största del av trädgränsen. Trädgränsen är inte en statisk gräns utan beror på många faktorer, lokalt bland annat på breddgrad, sluttningarnas läge och hur vindexponerat området är, men även på antalet djur som betar av marken och eventuella stenras. Alla faktorer är dock ännu inte kända. Den viktigaste ändringen i träd- och skogsgränsens läge sker om klimatet förändras. Blir klimatet varmare, höjs gränsen medan den sänks om klimatet blir kallare. Detta styr kalfjällets utbredning. Av okänd anledning ligger skogsgränsen naturligt högre inne i de skandinaviska högfjällsområdena än bland de närliggande lågfjällen.
Fjällvegetationen kan delas in i tre bälten som avlöser varandra i höjdled: fjällbarrskog, fjällbjörkskog och kalfjäll, vilka motsvarar vegetationszonerna prealpin, subalpin och alpin region.

### Fjällbarrskog
I den prealpina regionen växer fjällbarrskogen, även kallad för fjällnära barrskog. Fjällbarrskogen skiljer sig från vanlig barrskog genom vegetationens anpassningar till det fjällnära läget. I den skandinaviska fjällkedjan dominerar tallen över granen. Fjälltallen har normalt ett smalare grenverk än tallarna i låglandet och växer långsammare, men kan i gengäld bli mycket äldre; en ålder kring 800 år är inte ovanligt, jämfört med den vanliga tallens 550 år. Gamla fjälltallar har dessutom ofta mycket grövre stam till följd av den långsamma tillväxten.
Fjällgranarna är taniga med korta spretiga grenar och snabbt avsmalnande stam. Detta är antagligen en anpassning till de snömängder som annars skulle knäcka längre och fylligare grenar. 
Vid lägre höjder och sydligare breddgrader övergår fjällbarrskogen i en mera typisk barrskog.

### Fjällbjörkskog

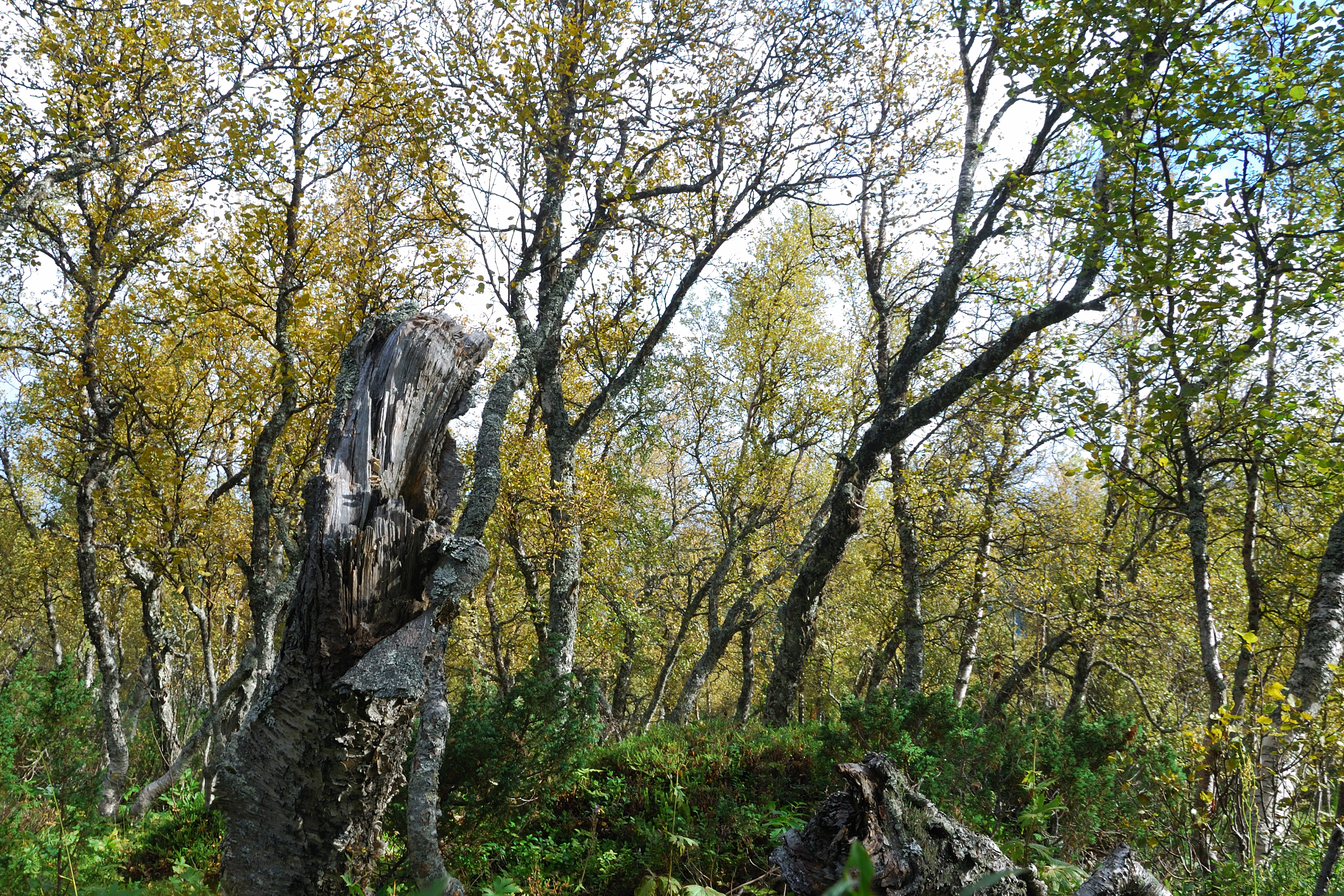
Fjällbjörkskog i Ljungdalen.

Den subalpina regionen, ligger, som namnet antyder, precis under den alpina regionen. Regionen är huvudsakligen bevuxen av fjällbjörk. Den subalpina regionen och fjällbjörksskogen sträcker sig från gränsen mot fjällbarrskogen och upp till och med skogsgränsen, där den plötsligt upphör.
Fjällbjörkskog är som skogstyp unik på många sätt. Den är beroende av närhet till havet och nästan begränsad till den skandinaviska fjällkedjan. I bergskedjor med mer kontinentalt klimat än Skanderna utgör normalt barrskog den subalpina regionen. Det är bara på Island, i Skottland och på Kamtjatka-halvön i nordöstra Ryssland som det finns liknande fjällnära björkskog.
Fjällbjörkskogen är troligen Skandinaviens äldsta skog och den började invandra redan vid mildare perioder under den senaste istiden. De äldsta fjällbjörkarna på fjällen idag har uppskattats till att vara omkring 100 år gamla. Vid högre ålder drabbas de lätt av röta och blåser omkull.
Björkskogens utseende och sammansättning varierar från område till område.
I flack terräng och vid torra och magra markförhållanden växer så kallad hedbjörkskog. I undervegetationen dominerar mossor, risbuskar, gräs och örter. Täta busksnår av exempelvis dvärgbjörk, en och vide, är vanliga mellan träden och gör ofta terrängen svårframkomlig.
Ängsbjörkskog växer på sluttningar och på platser där marken är näringsrik och fuktig samt där värmeinstrålningen är god. Ängsbjörkskogen är den frodigaste skogstypen i fjällen. Undervegetationen består främst av täta och högvuxna örter. Ängsbjörkskogen är vanligast i högfjällens dalgångar och i områden med riklig nederbörd.

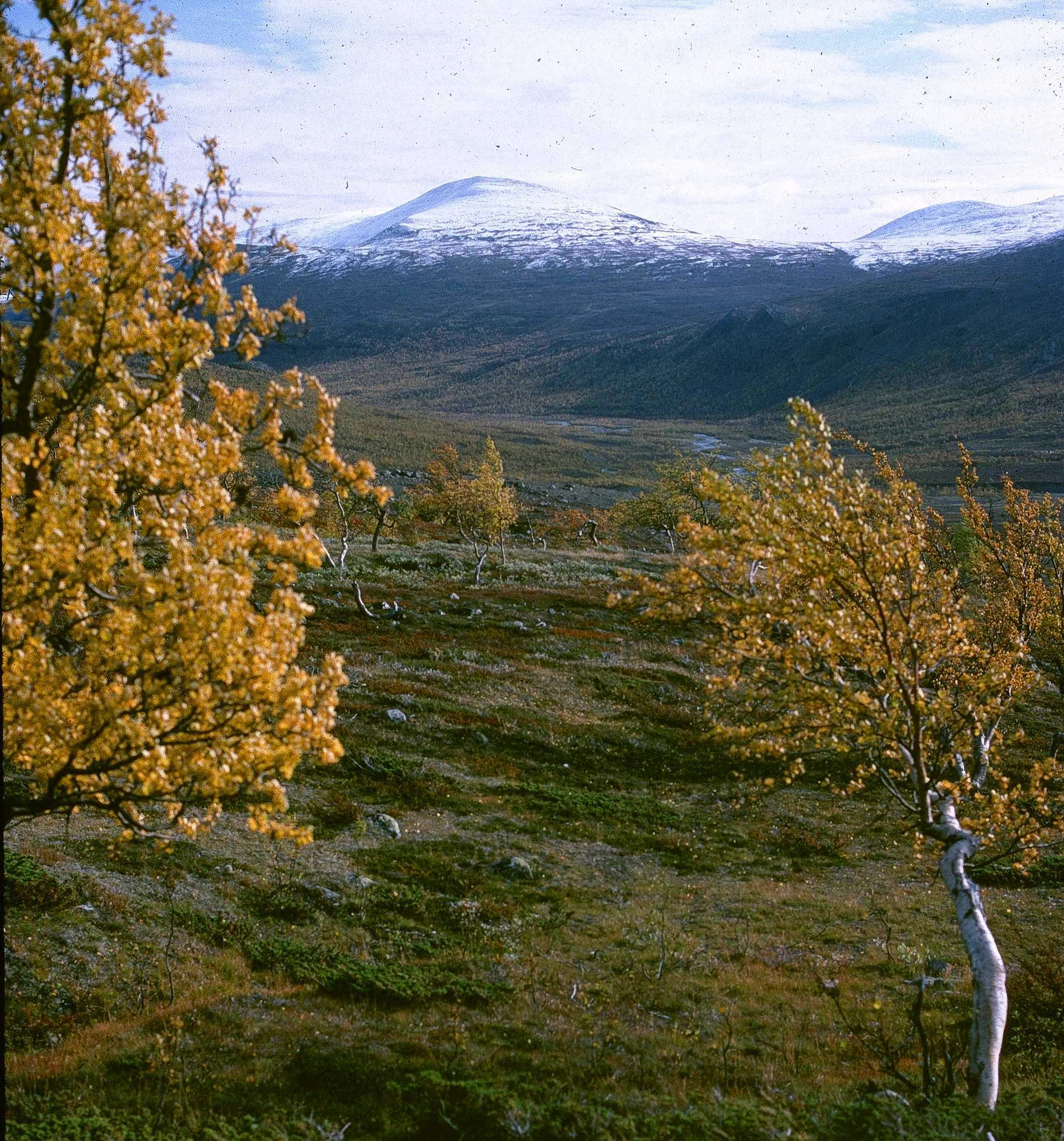
Ladtjovagge nära Kebnekaise. Typiskt lågalpint landskap strax ovanför skogsgränsen.

### Kalfjäll
Kalfjället, eller den alpina regionen, är den egentliga fjällvegetationszonen och börjar vid skogsgränsen där fjällbarrskogen eller fjällbjörkskogen slutar. Skog saknas därför men enstaka lågvuxna träd kan förekomma en bit in på kalfjället. Ovanför trädgränsen saknas dock all trädvegetation. 
Här dominerar kortvuxna växter som är anpassade till kalfjällets kärva klimat. 
Snöförhållandena på kalfjället är annorlunda jämfört med fjällskogarna. Eftersom kalfjället saknar ett skyddande skikt av trädkronor, fördelas snötäcket mycket ojämnt i terrängen av vindarna genom så kallad snödrivning. Fördelningen blir på grund av terrängen ungefär likadan från år till år och växtlivet har anpassat sig till detta mönster. Beroende på snödjupet kan man urskilja vindblottor, som är snöfria eller endast har ett tunt täcke av snö, skyddssidor med ett pålitligt snötäcke samt snölegor, där snön ligger kvar långt in på sommaren.
Under snölegorna, som exempelvis hittas i sänkor, är vegetationsperioden kort. På grund av detta, konkurrerar växtarter som klarar mycket kortare tillväxttid än andra, ut de mer krävande arterna. På till exempel bergsryggar och åsar, där vinden blåser bort i stort sett all snö och marken blottläggs, hittar man vindblottorna. Endast de allra härdigaste växterna klarar av att leva under de extrema förhållanden där växterna inte skyddas mot mycket låga temperaturer under vintern och då frosttorka drabbar dem på våren. De mest gynnsamma förhållandena hittas på skyddssidorna där snön varit tillräckligt tunn för att smälta bort under våren.
Kalfjället kan delas in i tre bälten efter vilken typ av vegetation som dominerar. Vid skogsgränsen börjar den lågalpina regionen som högre upp övergår i den mellanalpina regionen, vilken i sin tur övergår i den högalpina regionen vid ännu högre höjd.

#### Den lågalpina regionen
I den lågalpina regionen dominerar, i de flesta av de nordiska fjällområdena, olika typer av fjällhed. Växter med förvedad stam och smalbladiga gräsartade växter är vanliga. I den lågalpina regionens nedre delar förekommer ängar med örter och gräs och ibland olika videarter. Detta område är beroende av ett tjockt snötäcke på vintern och syrerikt, rörligt markvatten under sommaren, vilket motverkar torv- och myrbildning. Enstaka fjällmyrar finns dock. Den kalkpåverkade lågörtsängen hör till fjällens artrikaste vegetationstyper.
Den lågalpina regionens övre gräns brukar sättas där risbuskarna, särskilt blåbärsriset, slutar växa.

#### De mellan- och högalpina regionerna

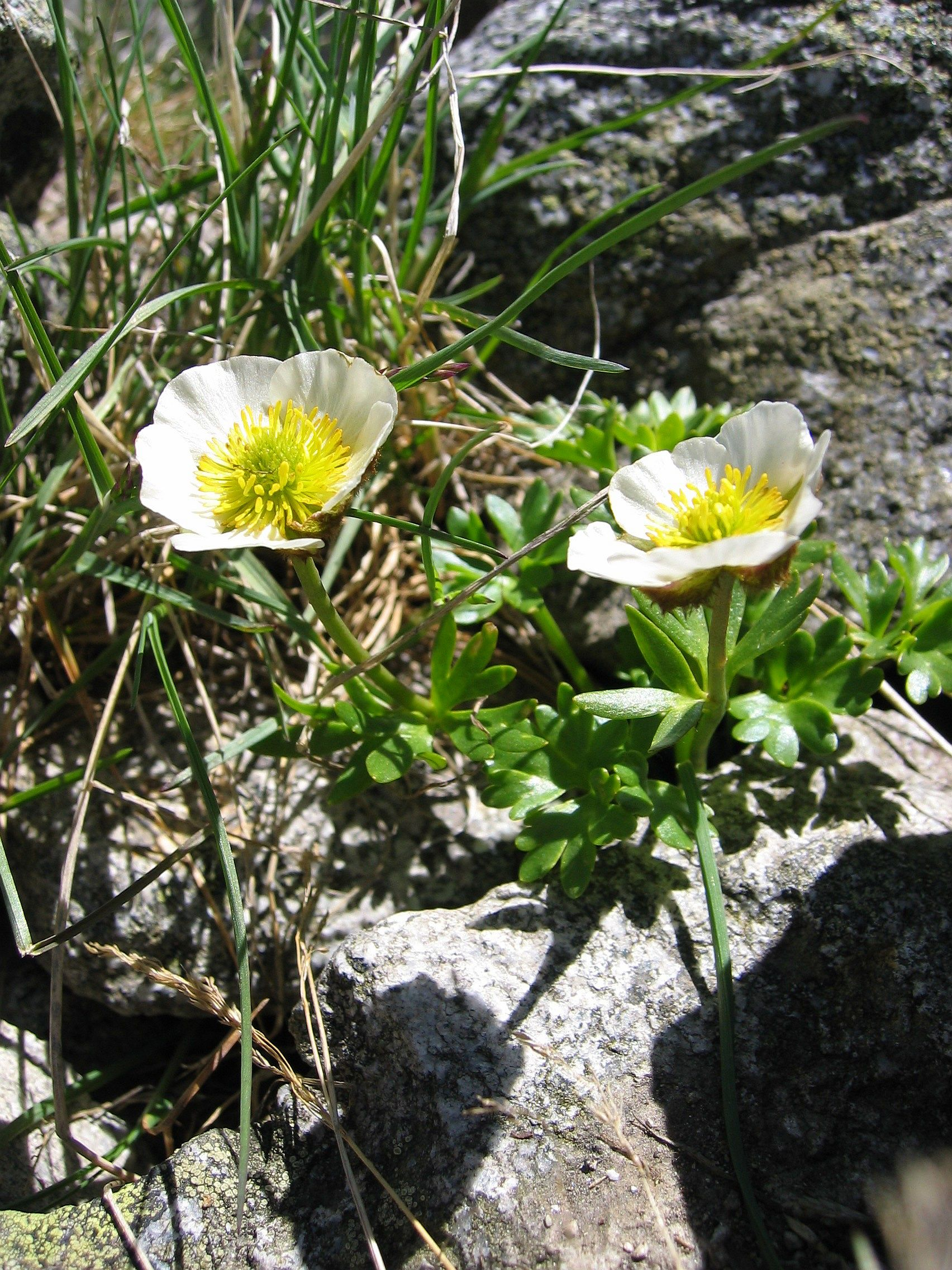
Isranunkel.

Den mellanalpina regionen kännetecknas mest av gräshedar av olika karaktär med tämligen sluten men ändå gles vegetation. Är klimatet fuktigt, har gräshedarna ängskaraktär. De vedstammade växterna i den lågalpina regionen kräver en vegetationsperiod av tillräcklig längd för att klara uppbyggnaden av nya vedceller. I den mellanalpina regionen är perioden för kort och vedstammade växter saknas därför med vissa undantag. På de högsta höjderna ligger den högalpina regionen. Marken är naken och jord och lösa stenblock ligger öppet. Endast några enstaka växter klarar av det kärva klimatet, främst lavar och mossor. I de nedre delarna finns små områden av blomväxtvegetation, men med tilltagande höjd blir det allt glesare mellan växterna. Vid tillräckligt hög höjd saknas all typ av blommande vegetation och endast lavar växer på de kala stenarna.
Isranunkeln är en växt som klarar sig särskilt bra och kan växa på mycket höga höjder.

## Djurliv

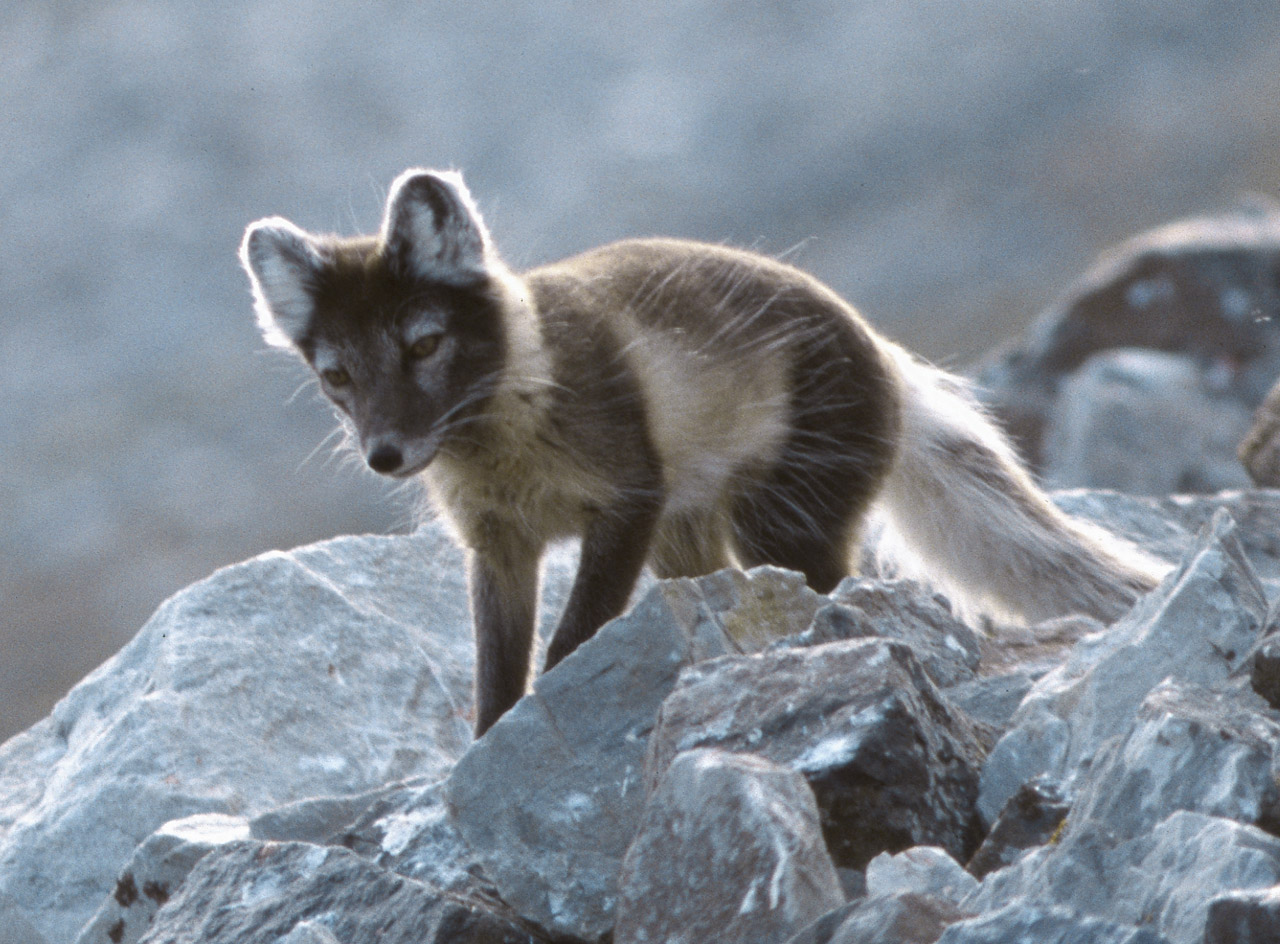
Fjällräv på Svalbard. Fjällräven kan klara extremt låga temperaturer.

Djur har genom sin rörlighet lättare att anpassa sig till kärva klimat och årstidsväxlingar än vad växter har. Flyttfåglarna som flyger söderut under vintrarna är ett exempel. Då en stor kropp har en liten yta i förhållande till volymen, är de flesta djur som lever i ett kallt klimat större än sina artfränder i varmare trakter på grund av att värmeförlusterna blir mindre. Utstående kroppsdelar som öron och ben är av samma skäl mindre och rundare hos de nordliga djuren, allt för att minska kroppsytan så mycket som möjligt. Dessutom har många djurarter i fjällområden en välisolerande päls eller fjäderdräkt.
För att undvika upptäckt byter många av de övervintrande djuren till en vit vinterpäls eller vinterdräkt. Vid stark kyla kan de bädda ned sig i snö då snötäcket isolerar väl och temperaturerna där sällan sjunker långt under nollstrecket. De minsta djuren tillbringar i stort sett hela vintern under snön.

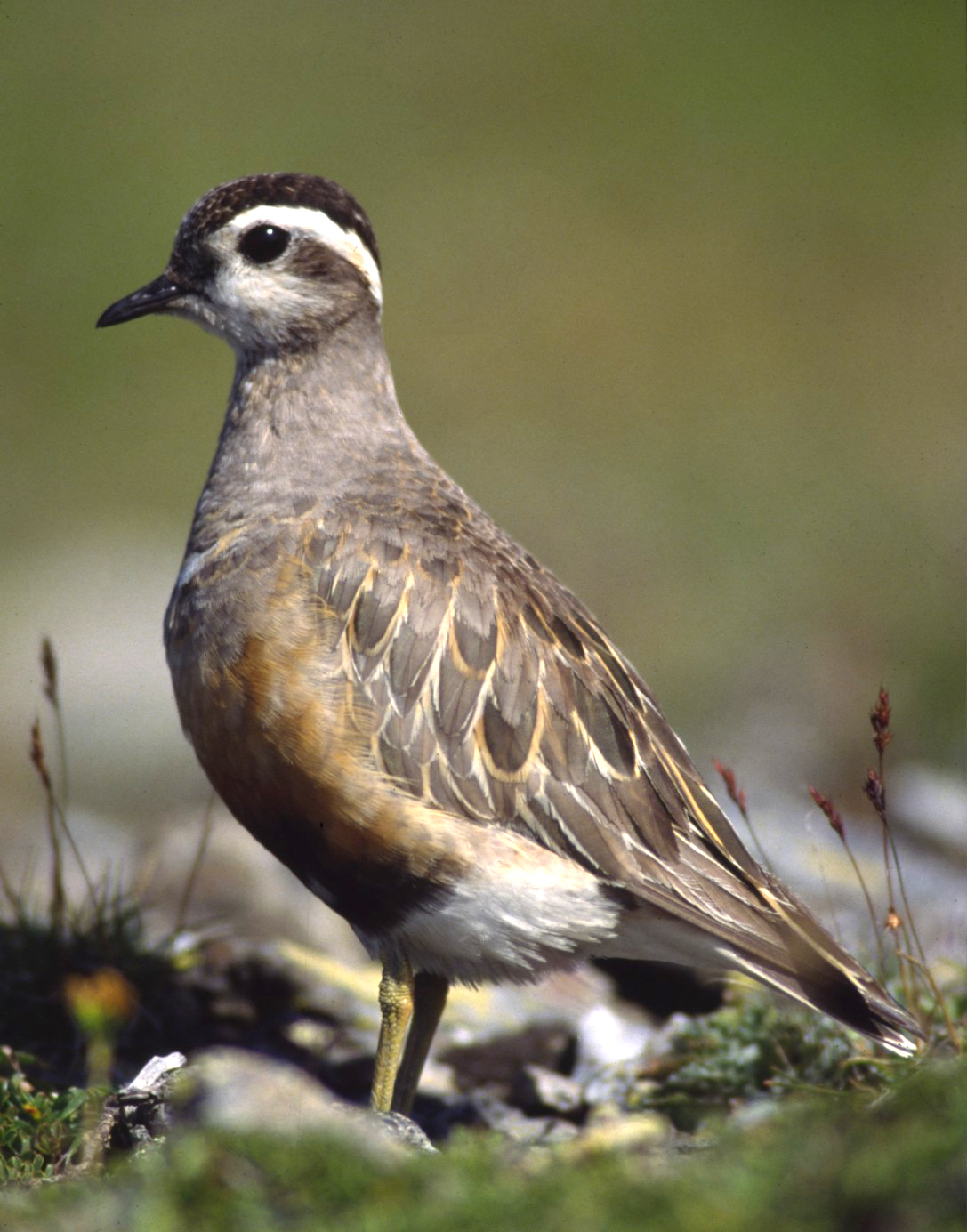
En av fjällets karaktärsarter, fjällpiparen.

Under våren, sommaren och hösten finns det gott om växter för de växtätande djuren. Vintertid har de dock svårare att klara sig då födan oftast ligger under tjocka snötäcken. Vindblottornas barmark är de platser där växtligheten kommer fram. Även rovdjursfrekvensen påverkar växtätarnas överlevnadsmöjligheter.
Under vintern dör i regel många av de större rovdjurens yngre individer till följd av födobrist och utmattning.
Snödjupet och snötypen är mycket viktiga för rovdjurens jaktresultat. En halvmeters snödjup i kombination med tunn skare ökar de mindre och lättare rovdjurens chanser att fälla till exempel en ren. 
Förekomsten av rivna djur och djur som dött av naturliga orsaker är en mycket viktig födokälla under vinterhalvåret för många av de mindre rovdjuren.
Smågnagarna spelar en viktig roll i fjällens ekosystem, då många rovdjur och rovfåglars fortplantning beror på deras antal. Finns det få smågnagare drar rovdjuren ner på sin reproduktion eftersom det finns för lite föda. Mängden gnagare styrs bland annat av snötäckets tjocklek och hårdhet, vilka påverkar luftrummet under snön närmast marken där smågnagarna lever vintertid.
Renen är oftast det talrikaste stora däggdjuret i fjällkedjorna. Förutom längs den skandinaviska fjällkedjan finns renar i fjällkedjorna i norra Eurasien och Kanada samt på Svalbard och Grönland. På sommaren betar renen huvudsakligen gräs, örter och träd. Vintertid vandrar den ned till skogsgränsen eller ned i skogsområdena där den främst äter av olika lavar som växer där vinden blåst undan snön.

## Miljöförändringar

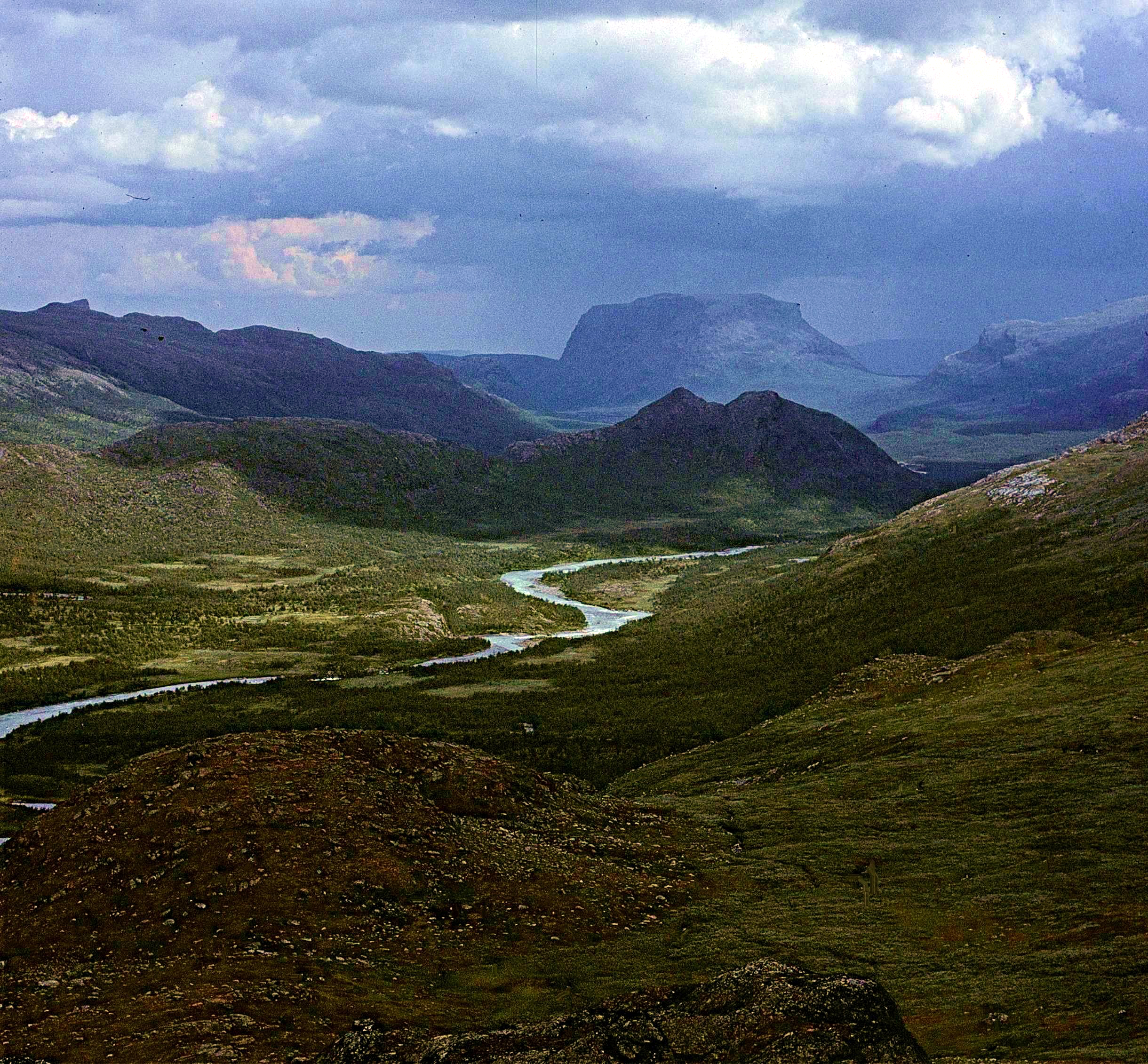
Rapadalen i Sareks nationalpark. Vädret i de skandinaviska fjällen ändrar sig snabbt men klimatet är stabilt.

I fjällområdenas ekosystem är klimatförändringar mer framträdande än i andra ekosystem. Fjällen har därför diskuterats mycket i samband med klimatförändringar och klimatforskning bedrivs sedan länge i Sverige vid bland annat Abisko naturvetenskapliga station.
Fjällens ekosystem är mycket känsliga för förändringar. Många unika arter kan komma att dö ut om förändringarna blir för stora.
För fjällens vegetation är snöförhållanden, vårtemperaturer och topografi de viktigaste faktorerna. Förändras någon av dessa rubbas balansen, vilket kan leda till att arter försvinner från fjällkedjorna.
En uppvärmningstrend har uppmärksammats på många platser, särskilt i de skandinaviska fjällen, under det senaste seklet. Vad en fortsatt ökning av medeltemperaturen skulle innebära för ekosystemen i fjällkedjorna är svårt att avgöra då många olika faktorer spelar in.
Genom klimatändring har trädgränsen i den skandinaviska fjällkedjan höjts med i genomsnitt 100–150 meter under de senaste hundra åren. Ett exempel är Sälen, där tall börjat växa på de tidigare kala topparna, vilket enligt den rikssvenska definition innebär att bergen inte längre klassas som fjäll. Enligt norsk och västsvensk definition är de däremot fortfarande fjäll.  
Enligt en studie kan trädgränsen komma att höjas hundratals meter beroende på breddgrad och klimatscenario. Trädgränsens utbredande kan dock inte endast beräknas ur ett klimatologiskt perspektiv, utan även lokal påverkan måste vägas in. Bland annat har det, enligt en svensk studie, visats att det växer färre träd där det finns många betande renar.
Ett minskat snötäcke till följd av ett mildare klimat kan leda till att fjällvegetationen blir mer utsatt för låga temperaturer. Vindblottorna skulle breda ut sig och öka i antal och ge fjällen ett mer utpräglat kalfjällslandskap. Samtidigt kan ett mildare klimat minska vinterperioden och skynda på tillväxten under våren och sommaren så att buskar och ris breder ut sig. 
Förändringar i nederbördsmängden under vinterhalvåret kan påverka permafrostens utbredning. Normalt finns ett snötäcke som gör att vinterkylan kan tränga ned i markerna till ett sådant djup att de inte hinner tina helt under sommaren. En ökad nederbördsmängd ger ett tjockare snötäcke, vilket isolerar och gör att marken skyddas mot låga temperaturer och tinar upp helt under sommaren. Markerna blir blötare och vegetationens sammansättning förändras.
I Sverige har exempelvis palsmyrarna i Abiskoområdet börjat tina.
Vid ett varmare klimat kommer många arter att kunna leva längre norrut och högre upp än vad de kan idag. Fjällens inhemska arter kan få konkurrens av bättre anpassade arter och antalet arter kan därigenom komma att bli färre.
Ett kallare klimat leder till att kalfjället breder ut sig. Kortare somrar och strängare vintrar leder till att djur- och växtlivet drar sig tillbaka och fjällen får en kargare karaktär än vad de har idag.